# Sriperumbudur
Sriperumbudur is een panchayatdorp in het district Kanchipuram van de Indiase staat Tamil Nadu. 

## Demografie
Volgens de Indiase volkstelling van 2001 wonen er 16.085 mensen in Sriperumbudur, waarvan 50% mannelijk en 50% vrouwelijk is. De plaats heeft een alfabetiseringsgraad van 71%. 